# 范布倫鎮區 (密蘇里州賴特縣)
范布倫鎮區（英語：Van Buren Township）是位於美國密蘇里州賴特縣的一個行政鎮區。

## 地方資料
范布倫鎮區的面積為141.33平方千米，當中陸地面積為140.87平方千米，而水域面積為0.46平方千米。根據2020年美國人口普查的數據，當地共有人口529人，而人口密度為每平方千米3.74人。